# Ladislav Prášil
Ladislav Prášil (* 17. Mai 1990 in Šternberk, Tschechoslowakei) ist ein tschechischer Kugelstoßer.

## Sportliche Laufbahn
Erste internationale Erfahrungen sammelte Ladislav Prášil bei den Jugendweltmeisterschaften 2007 in Ostrava, bei denen er mit 16,97 m in der Qualifikation ausschied. Zwei Jahre später wurde er bei den Junioreneuropameisterschaften in Novi Sad mit einer Weite von 18,85 m Siebter und bei den U23-Europameisterschaften 2011 in Ostrava mit 18,41 m Fünfter. Im Jahr darauf qualifizierte er sich erstmals für die Europameisterschaften in Helsinki, bei denen er aber mit 18,87 m in der Vorrunde ausschied. 2013 gewann er bei den Halleneuropameisterschaften in Göteborg mit 20,29 m die Bronzemedaille hinter dem Serben Asmir Kolašinac und Hamza Alić aus Bosnien und Herzegowina. Im Sommer nahm er an den Weltmeisterschaften in Moskau teil und klassierte sich mit einem Stoß auf 20,98 m auf dem fünften Rang. 2014 nahm er erneut an den Europameisterschaften in Zürich teil und schied dort aber mit 19,83 m erneut in der Qualifikation aus.
2015 gewann er bei den Halleneuropameisterschaften in Prag mit 20,66 m erneut die Bronzemedaille hinter dem Deutschen David Storl und dem Serben Kolašinac. Auch bei seinen dritten Europameisterschaften 2016 in Amsterdam konnte er sich mit 19,56 m nicht für das Finale qualifizieren. Im Jahr darauf wurde er bei den Halleneuropameisterschaften in Belgrad mit 20,73 m Sechster und schied bei den Weltmeisterschaften in London mit 20,04 m in der Qualifikation aus.
2012 und 2013 wurde Prášil Tschechischer Meister im Kugelstoßen im Freien sowie 2017 in der Halle.

## Persönliche Bestweiten
- Kugelstoßen: 21,47 m, 20. April 2013 in Potchefstroom
  - Kugelstoßen (Halle): 21,10 m, 28. August 2013 in Zürich